# Golf ai XXVIII Giochi del Sud-est asiatico
Le gare di golf ai XXVIII Giochi del Sud-est asiatico sono state disputate a Singapore dal 9 al 12 giugno 2015.

## Podi

### Maschili
| Specialità     | Oro               | Argento               | Bronzo          |
| Individuale    | Natipong Srithong | Johnson Poh Swee Kiat | Tawan Phongphun |
| Gara a squadre | Thailandia        | Singapore             | Indonesia       |

### Femminili
| Specialità     | Oro                | Argento                | Bronzo        |
| Individuale    | Suthavee Chanachai | Rivani Adelia Sihotang | Koh Sock Hwee |
| Gara a squadre | Thailandia         | Indonesia              | Singapore     |

## Medagliere
| Posiz. | Nazione    | Oro | Argento | Bronzo | Totale |
| ------ | ---------- | --- | ------- | ------ | ------ |
| 1      | Thailandia | 4   | 0       | 1      | 5      |
| 2      | Singapore  | 0   | 2       | 2      | 4      |
| 3      | Indonesia  | 0   | 2       | 1      | 3      |
| Totale | Totale     | 4   | 4       | 4      | 12     |